# Ish Smith
Ishmael Larry "Ish" Smith (Charlotte, Carolina del Norte, 5 de julio de 1988) es un exjugador de baloncesto estadounidense que disputó 14 temporadas como profesional. Con 1,83 metros de estatura, jugaba en la posición de base. Tiene el récord de haber jugado en 13 equipos distintos en la NBA.

## Trayectoria deportiva

### Universidad
Jugó durante cuatro temporadas con los Demon Deacons de la Universidad de Wake Forest, en las que promedió 9,2 puntos, 5,1 asistencias y 3,7 rebotes por partido. En su primera temporada, se convirtió en el quinto freshman en liderar la Atlantic Coast Conference en asistencias, promediando 6,0 por partido. Es el único jugador de su universidad en conseguir a lo largo de su carrera más de 1000 puntos y 600 asistencias. En su última temporada fue incluido en el segundo mejor quinteto de la conferencia.

#### Estadísticas
| Año     | Equipo      | PJ  | PT | MPP  | %TC  | %3P  | %TL  | RPP | APP | ROB | TPP | PPP  |
| ------- | ----------- | --- | -- | ---- | ---- | ---- | ---- | --- | --- | --- | --- | ---- |
| 2006–07 | Wake Forest | 31  | 30 | 29.9 | .429 | .354 | .462 | 3.8 | 6.0 | 1.2 | .0  | 8.7  |
| 2007–08 | Wake Forest | 30  | 30 | 32.1 | .426 | .338 | .291 | 3.4 | 4.7 | 1.3 | .1  | 8.6  |
| 2008–09 | Wake Forest | 29  | 0  | 22.0 | .430 | .241 | .789 | 2.7 | 3.4 | .9  | .0  | 6.2  |
| 2009–10 | Wake Forest | 31  | 31 | 36.8 | .420 | .222 | .494 | 4.9 | 6.0 | 1.7 | .6  | 13.2 |
| Total   | Total       | 121 | 91 | 30.3 | .425 | .301 | .484 | 3.7 | 5.1 | 1.3 | .2  | 9.2  |

### Profesional

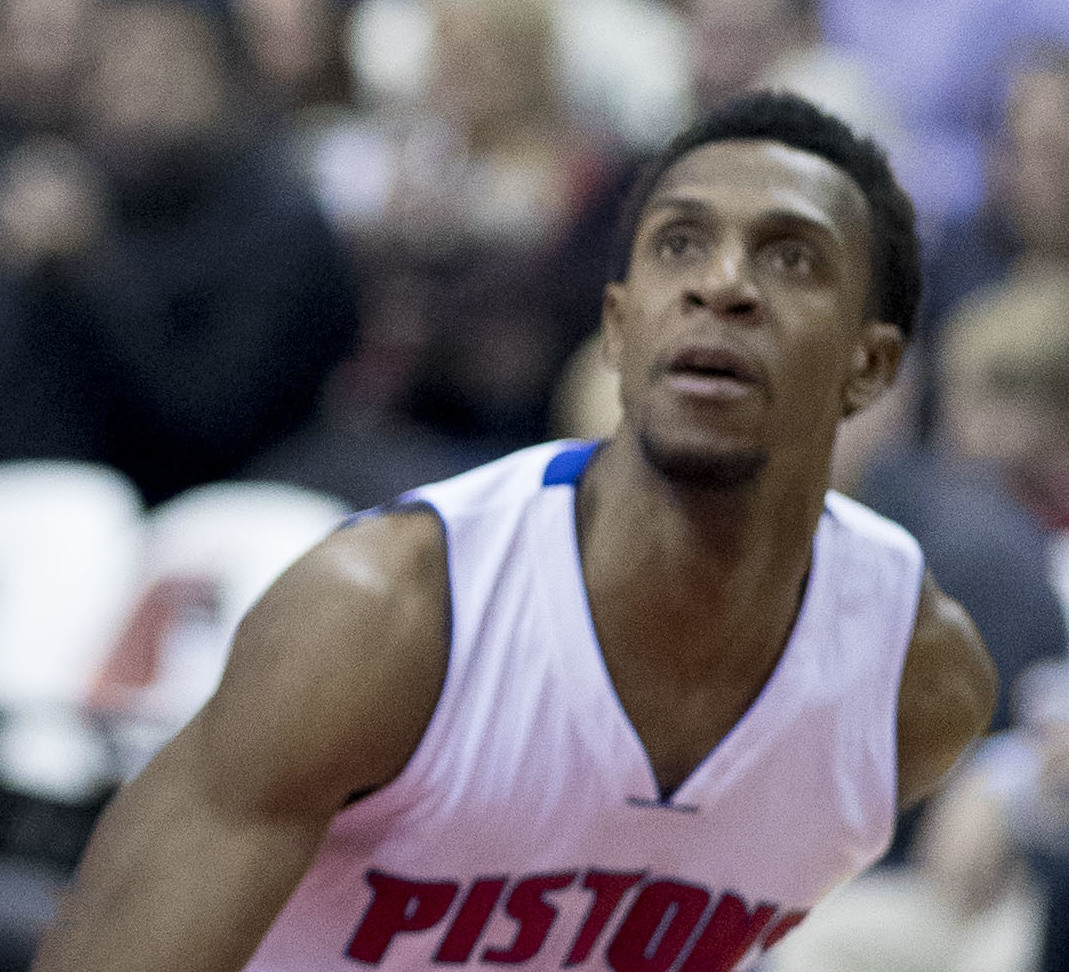
Smith con Detroit Pistons en 2016.

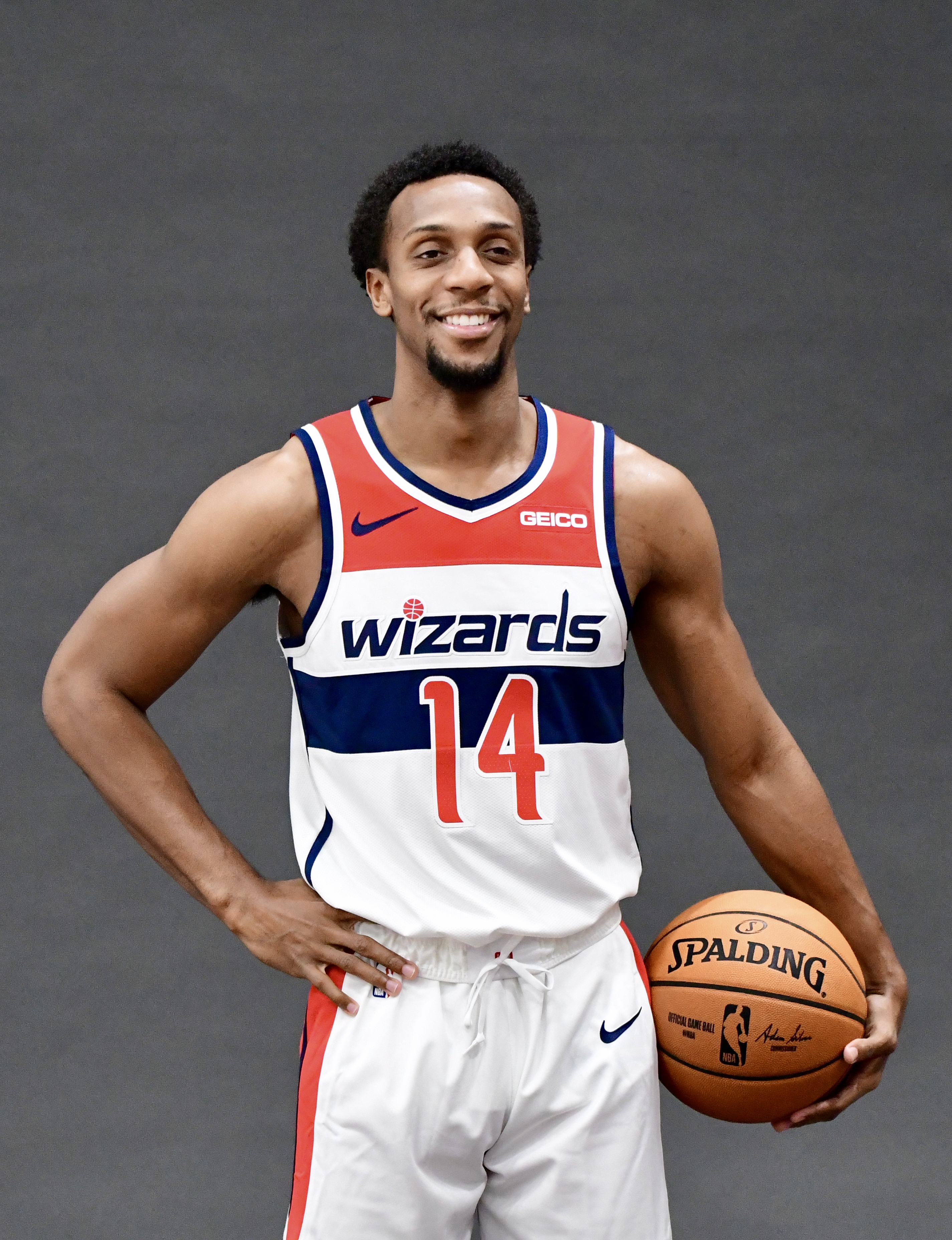
Smith con Washington Wizards en 2019.

Tras no ser elegido en el Draft de la NBA de 2010, fichó como agente libre por Houston Rockets, donde jugó 28 partidos, en los que promedió 2,8 puntos y 2,3 asistencias.
En enero de 2011 fue asignado a los Rio Grande Valley Vipers de la NBA D-League, donde jugó 8 partidos, en los que promedió 12,5 puntos y 7,9 asistencias, siendo reclamado nuevamente por los Rockets, pero en febrero fue traspasado a Memphis Grizzlies junto con su compañero Shane Battier a cambio de Hasheem Thabeet, DeMarre Carroll y una futura primera ronda del draft. En los Grizzlies jugó 15 partidos, todos ellos como suplente, promediando 1,8 puntos y 1,0 asistencias.
Antes de que se pusiera en marcha la temporada 2011-12 fue despedido por los Grizzlies, siendo reclamado por los Golden State Warriors, el 28 de diciembre jugó como titular ocupando el puesto del lesionado Stephen Curry, consiguiendo 11 puntos, 6 rebotes y 4 asistencias ante New York Knicks. En el mes de enero fue despedido.
El 2 de febrero de 2012 ficha por los Orlando Magic.
El 21 de febrero de 2013, Smith fue traspasado a los Milwaukee Bucks junto con J.J. Redick y Gustavo Ayon a cambio de Beno Udrih, Doron Lamb y Tobias Harris.
El 29 de agosto de 2013, Smith fue traspasado, junto con Viacheslav Kravtsov a los Phoenix Suns a cambio de Caron Butler. El 15 de julio de 2014, fue liberado por los Suns.
El 19 de julio de 2014, firmó con los Houston Rockets, equipo en el cual jugó por primera vez en la NBA. Sin embargo, fue liberado por los Rockets el 27 de octubre de 2014, a un día para el comienzo de la temporada 2013-14 de la NBA.
[actualizar]
El 9 de julio de 2019, firma con Washington Wizards, debutando el 23 de octubre.
Tras dos años en Washington, el 3 de agosto de 2021, firma como agente libre con Charlotte Hornets por $8 millones y 2 años.
El 10 de febrero de 2022, es traspasado junto a Vernon Carey Jr. a Washington Wizards, a cambio de Montrezl Harrell.
Tras media temporada en Washington, el 29 de junio de 2022 es traspasado, junto a Kentavious Caldwell-Pope a Denver Nuggets, a cambio de Monté Morris y Will Barton.
El 12 de junio de 2023 se proclama campeón de la NBA por primera vez en su carrera tras vencer a Miami Heat en la final de la NBA.
El 24 de octubre de 2023 firma con Charlotte Hornets.
Tras disputar 43 encuentros con Charlotte, el 8 de febrero de 2024 fue cortado por los Hornets.

### Retirada
Tras no encontrar equipo de cara a la 2024-25, en octubre de 2024, se une al cuerpo técnico de Washington Wizards como ojeador, cerrando así su etapa como jugador profesional.

## Estadísticas de su carrera en la NBA
|  | Denota temporadas en las que fue Campeón de la NBA |

### Temporada regular
| Año     | Equipo        | PJ  | PT  | MPP  | %TC  | %3P  | %TL  | RPP | APP | ROB | TPP | PPP  |
| ------- | ------------- | --- | --- | ---- | ---- | ---- | ---- | --- | --- | --- | --- | ---- |
| 2010-11 | Houston       | 28  | 3   | 11.8 | .386 | .375 | .700 | 1.5 | 2.3 | .5  | .1  | 2.6  |
| 2010-11 | Memphis       | 15  | 0   | 7.5  | .344 | .000 | .455 | .3  | 1.0 | .3  | .0  | 1.8  |
| 2011-12 | Golden State  | 6   | 1   | 10.5 | .400 | .400 | .500 | 1.5 | 1.5 | .7  | .0  | 4.5  |
| 2011-12 | Orlando       | 20  | 0   | 8.6  | .373 | .250 | .750 | 1.3 | 1.6 | .6  | .1  | 2.3  |
| 2012-13 | Orlando       | 36  | 3   | 10.5 | .336 | .235 | .429 | 1.3 | 1.6 | .4  | .2  | 2.4  |
| 2012-13 | Milwaukee     | 16  | 0   | 8.6  | .395 | .400 | .000 | .9  | 1.9 | .5  | .2  | 2.4  |
| 2013-14 | Phoenix       | 70  | 1   | 14.4 | .423 | .043 | .564 | 1.8 | 2.6 | .7  | .2  | 3.7  |
| 2014-15 | Oklahoma City | 30  | 0   | 5.2  | .333 | .200 | .667 | .9  | .9  | .1  | .0  | 1.2  |
| 2014-15 | Philadelphia  | 25  | 14  | 27.1 | .398 | .309 | .583 | 2.9 | 6.1 | 1.3 | .2  | 12.0 |
| 2015-16 | New Orleans   | 27  | 3   | 22.9 | .430 | .303 | .767 | 3.4 | 5.7 | .9  | .2  | 8.9  |
| 2015-16 | Philadelphia  | 50  | 50  | 32.4 | .405 | .336 | .669 | 4.3 | 7.0 | 1.3 | .4  | 14.7 |
| 2016-17 | Detroit       | 81  | 32  | 24.1 | .439 | .267 | .706 | 2.9 | 5.2 | .7  | .4  | 9.4  |
| 2017-18 | Detroit       | 82  | 35  | 24.9 | .486 | .347 | .698 | 2.7 | 4.4 | .8  | .2  | 10.9 |
| 2018-19 | Detroit       | 56  | 0   | 22.3 | .419 | .326 | .758 | 2.6 | 3.6 | .5  | .2  | 8.9  |
| 2019-20 | Washington    | 68  | 23  | 26.3 | .447 | .367 | .721 | 3.2 | 4.9 | .9  | .4  | 10.9 |
| 2020-21 | Washington    | 44  | 1   | 21.0 | .434 | .367 | .576 | 3.4 | 3.9 | .7  | .3  | 6.7  |
| 2021-22 | Charlotte     | 37  | 1   | 13.8 | .395 | .400 | .632 | 1.5 | 2.6 | .5  | .3  | 4.5  |
| 2021-22 | Washington    | 28  | 0   | 22.0 | .457 | .357 | .600 | 3.0 | 5.2 | 1.0 | .5  | 8.6  |
| 2022-23 | Denver        | 43  | 0   | 9.3  | .397 | .167 | .500 | 1.3 | 2.3 | .2  | .2  | 2.5  |
| 2023-24 | Charlotte     | 43  | 5   | 17.2 | .418 | .500 | .750 | 1.8 | 3.4 | .4  | .1  | 3.2  |
| Total   | Total         | 805 | 172 | 19.2 | .429 | .325 | .676 | 2.4 | 3.8 | .7  | .2  | 7.1  |

### Playoffs
| Año   | Equipo     | PJ | PT | MPP  | %TC  | %3P  | %TL  | RPP | APP | ROB | TPP | PPP |
| ----- | ---------- | -- | -- | ---- | ---- | ---- | ---- | --- | --- | --- | --- | --- |
| 2011  | Memphis    | 5  | 0  | 2.0  | .667 | .000 | .000 | .4  | .4  | .2  | .0  | .8  |
| 2012  | Orlando    | 1  | 0  | 5.0  | .000 | .000 | .000 | 1.0 | .0  | .0  | 1.0 | .0  |
| 2013  | Milwaukee  | 4  | 0  | 2.8  | .000 | .000 | .000 | .3  | .8  | .0  | .0  | .0  |
| 2019  | Detroit    | 4  | 0  | 20.3 | .263 | .143 | .750 | 2.8 | 3.5 | .8  | .3  | 6.0 |
| 2021  | Washington | 5  | 0  | 22.2 | .372 | .286 | —    | 3.2 | 2.8 | 1.4 | .4  | 6.8 |
| 2023  | Denver     | 4  | 0  | 2.9  | .500 | —    | —    | .3  | .3  | .0  | .0  | .5  |
| Total | Total      | 23 | 0  | 10.0 | .333 | .214 | .750 | 1.4 | 1.5 | .5  | .2  | 2.8 |